# Zvenella geniculata
Zvenella geniculata är en insektsart som först beskrevs av Lucien Chopard 1931.  Zvenella geniculata ingår i släktet Zvenella och familjen syrsor. Inga underarter finns listade i Catalogue of Life.